# فلمینگ داوانر
فلمینگ داوانر (انگلیسی: Flemming Davanger؛ زادهٔ ۱ آوریل ۱۹۶۳) ورزشکار کرلینگ اهل نروژ بود.